# Allergy
Allergy ist eine wissenschaftliche Fachzeitschrift, die vom Wiley-Blackwell-Verlag veröffentlicht wird. Sie erscheint monatlich. Es werden Arbeiten aus den Bereichen der Allergologie und Immunologie veröffentlicht.
Der Impact Factor lag im Jahr 2014 bei 6,028. Nach der Statistik des ISI Web of Knowledge wird das Journal mit diesem Impact Factor in der Kategorie Allergie an zweiter Stelle von 24 Zeitschriften und in der Kategorie Immunologie an 17. Stelle von 148 Zeitschriften geführt.